# Comuna Mușetești, Gorj
Mușetești este o comună în județul Gorj, Oltenia, România, formată din satele Arșeni, Bârcaciu, Gămani, Grui, Mușetești (reședința), Stăncești și Stăncești-Larga.

## Sat european
Localitatea a primit indicatorul de sat european pentru restaurarea bisericii din lemn Sfinții Îngeri, Euro House - centru de informare și pregatire în tehnica utilizarii computerului, lucrări de alimentare cu apă a comunei și pentru construirea unei săli moderne de sport.

## Așezare
Comuna face parte din salba satelor aşezate pe văile dealurilor, în umbra pădurilor şi la adăpostul munţilor în care s-a plămădit neamul românesc și,odată cu plămădirea lui a avut loc și plămădirea credinței creștin-ortodoxe.
Este situată pe marginea de nord a județului, vecină la nord cu județul Hunedoara, respectiv cu municipiul Petroșani, la vest cu orașul Bumbești-Jiu, la est cu comuna Crasna și la sud cu comuna Bălănești.

## Demografie
Componența etnică a comunei Mușetești
     Români (96,15%)
     Alte etnii (3,85%)
Componența confesională a comunei Mușetești
     Ortodocși (95,33%)
     Alte religii (0,27%)
     Necunoscută (4,4%)
Conform recensământului efectuat în 2021, populația comunei Mușetești se ridică la 1.819 locuitori, în scădere față de recensământul anterior din 2011, când fuseseră înregistrați 1.985 de locuitori. Majoritatea locuitorilor sunt români (96,15%). Din punct de vedere confesional, majoritatea locuitorilor sunt ortodocși (95,33%), iar pentru 4,4% nu se cunoaște apartenența confesională.

## Istorie
La sfârșitul secolului al XIX-lea, comuna făcea parte din plaiul Novaci a județului Gorj și era alcătuită din satele Mușetești, Capuzul, Larga și Stăncești, cu o populație de 1170 de locuitori. În comună funcționa o școală mixtă frecventată de 39 de copii și trei biserici. La acea vreme, pe teritoriul actual al comunei, funcționa în aceiași plasă și comuna Grui, ce era alcătuită din satele Grui, Arșeni și Bârcaciu, cu o populație de 481 de locuitori. În comună funcționa trei biserici.
În 1925, comuna Grui se desființează, iar satele ei sunt incluse în comuna Mușetești. Anuarul Socec consemnează comuna în aceiași plasă, cu o populație de 2202 de locuitori (în satele Mușetești, Arșeni, Bârcaciu, Larga, Grui, Sârbești și Stăncești).
În anul 1950, comuna a fost arondată raionului Novaci a regiunii Gorj, raion care doi ani mai târziu a fost arondat regiunii Craiova, și apoi (după 1960), regiunii Oltenia.
În anul 1968, comuna a fost transferată județului Gorj, în forma actuală. Tot atunci, satul Larga primește numele de Stăncești-Larga, iar satul Sârbești este desființat și contopit cu satul Mușetești.

## Monumente istorice

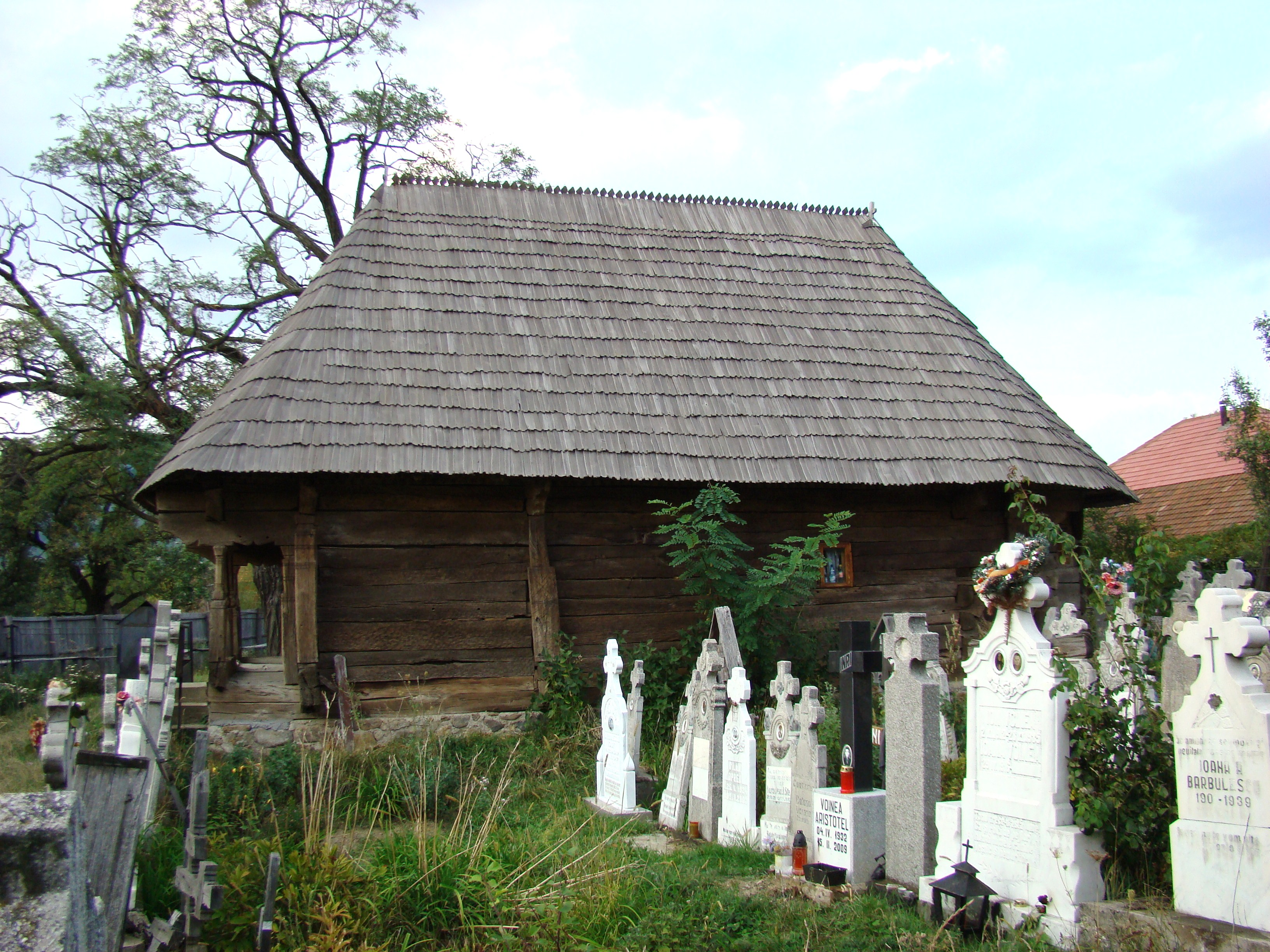
Biserica de lemn din Stăncești-Larga, unul dintre monumentele istorice de interes local din comuna Mușetești

Patru monumente istorice din comuna Mușetești sunt incluse în lista monumentelor istorice din județul Gorj. Prima se găsește în satul Bârcaciu și anume Biserica de lemn „Sf. Nicolae” (1713). Următoarea se găsește în satul Mușetești și este vorba despre Biserica de lemn din Mușetești cu hramul Sfințiilor Îngeri (1751). 
Ultimele două se găsesc în satele Stăncești și Stăncești-Larga. Cea din Stăncești este o biserică de lemn ce poartă hramul Sfințiilor Îngeri (sec. XIX), iar ultima este Biserica de lemn din Stăncești-Larga, ce poartă hramul Sfințiilor Voievozi (1730).

## Politică și administrație
Comuna Mușetești este administrată de un primar și un consiliu local compus din 11 consilieri. Primarul, Cosmin-Ion Băban[*], de la Partidul Social Democrat, este în funcție din 2016. Începând cu alegerile locale din 2024, consiliul local are următoarea componență pe partide politice:
|  | Partid                          | Consilieri | Componența Consiliului | Componența Consiliului | Componența Consiliului | Componența Consiliului | Componența Consiliului | Componența Consiliului |
|  | ------------------------------- | ---------- | ---------------------- | ---------------------- | ---------------------- | ---------------------- | ---------------------- | ---------------------- |
|  | Partidul Social Democrat        | 6          |                        |                        |                        |                        |                        |                        |
|  | Partidul Național Liberal       | 2          |                        |                        |                        |                        |                        |                        |
|  | Uniunea Salvați România         | 1          |                        |                        |                        |                        |                        |                        |
|  | Alianța pentru Unirea Românilor | 1          |                        |                        |                        |                        |                        |                        |
|  | Partidul Verde                  | 1          |                        |                        |                        |                        |                        |                        |

## Vezi și
- Biserica de lemn din Mușetești
- Biserica de lemn din Mușetești-Sârbești
- Biserica de lemn din Stăncești-Larga
- Nordul Gorjului de Est (sit de importanță comunitară)